# The Cranberries
The Cranberries je bila irska rock skupina iz Limericka, ki sta jo leta 1989 ustanovila brata kitarista Mike in Noel Hogan z bobnarjem Fergalom Lawlerjem in pevcem Niallom Quinnom. Znana je bila predvsem po mešanju alternativnega in pop rocka s keltskim pridihom ter prodornem glasu vokalistke Dolores O'Riordan.

## Zgodovina
Prvotno se je skupina imenovala Cranberry Saw Us. Manj kot leto dni po ustanovitvi jo je zapustil pevec, zato so preostali člani objavili oglas za vokalistko. Izbrali so Dolores O'Riordan, s katero so v začetku 1990. let izdali prve demo posnetke in skrajšali ime v The Cranberries. Posnetki in zgodnji nastopi v živo so pritegnili pozornost britanskega glasbenega tiska, kar je skupini prineslo pogodbo z založbo Island Records. Prvenec Everybody Else Is Doing It, So Why Can't We? kljub temu ni doživel posebnega uspeha, dokler niso odšli na ameriško turnejo s skupinama The The in Suede. Takrat je videospot za singl »Linger« televizijska postaja MTV uvrstila v pogosto predvajanje, kar je takoj poznalo tudi na priljubljenosti. Do konca leta 1993 je singl prišel do osmega mesta na ameriški lestvici, album pa z več kot milijonom prodanih izvodov dosegel platinast status. V začetku 1994 je album prišel tudi do vrha britanske lestvice albumov.
Vrh priljubljenosti je skupina doživela po izdaji drugega studijskega albuma, No Need to Argue (1994), ki je bil zrelejši in bolj dodelan kot prvenec, samo v ZDA je bil do konca leta prodan v več kot treh milijonih izvodov. Na tem albumu je bil največji hit skupine, družbeno angažirana pesem »Zombie«, razmeroma uspešna pa je bila tudi balada »Ode to My Family«. Med promocijsko koncertno turnejo so se prvič razširile govorice da namerava Dolores O'Riordan zapustiti skupino in se posvetiti solo karieri, kar pa so člani kategorično zanikali. Njihov naslednji album To the Faithful Departed (1996) z nekoliko tršim rockovskim zvokom ni bil tako priljubljen in je v ZDA dosegel samo enojno platinasto prodajo. Skupina je predčasno končala turnejo, kar je ponovno podžgalo govorice o njenem razpadu, a so nadaljevali ustvarjanje in leta 1999 izdali nov album, Bury the Hatchet ter leta 2001 še Wake Up and Smell the Coffee.
Leta 2003 so The Cranberries zares sporočili, da bodo imeli premor v delovanju, a skupina ni uradno razpadla. Dolores O'Riordan je v naslednjih šestih letih izdala dva samostojna albuma; kmalu po izidu drugega, leta 2009, so se člani skupine ponovno zbrali za turnejo po Evropi in Severni Ameriki. Izdali so nekaj albumov s posnetki v živo, nato pa leta 2011 nadaljevali s studijskim ustvarjanjem. Njihov naslednji album, Roses, je izšel februarja 2012. Leta 2017 so izdali album Something Else s priredbami njihovih največjih uspešnic ob spremljavi godalnega kvarteta Irish Chamber Orchestra.
V začetku naslednjega leta je nenadoma umrla pevka Dolores O'Riordan. Preostali člani so se odločili, da bodo končali njihov zadnji album, za katerega je že posnela vokal. Album In the End je izšel aprila 2019, nakar je skupina prenehala delovati.

## Diskografija
- Everybody Else Is Doing It, So Why Can't We? (1993)
- No Need to Argue (1994)
- To the Faithful Departed (1996)
- Bury the Hatchet (1999)
- Wake Up and Smell the Coffee (2001)
- Roses (2012)
- Something Else (2017)
- In the End (2019)